# 拯救希望
《拯救希望》（英語：Saving Hope，又译：两两相望），是一部由Malcolm MacRury和Morwyn Brebner创造的加拿大超自然医务电视剧，于2012年6月7日起在加拿大的CTV電視網播出，第二季将于2013年6月25日回归。

## 简介
亚历克斯和查尔斯都是医生，并且都在Hope Zion医院工作，除此之外两人即将踏入婚姻的殿堂；然而一场意外让查尔斯陷入昏迷，而亚历克斯前男友乔尔也在这是来到医院工作，当然乔尔也是一名医生；另一方面查尔斯发现自己处于昏迷状态而自己成了幽灵飘荡在医院中。

## 演员和角色
- 埃莉卡·杜兰斯 饰 亚历克斯·里德
- 迈克尔·桑克斯 饰 查尔斯·“查理”·哈里斯
- 丹尼尔·吉里斯 饰 乔尔·戈兰
- Huse Madhavji（英语：Huse Madhavji） 饰 沙夕·哈姆扎
- 朱丽亚·泰勒·罗斯（英语：Julia Taylor Ross） 饰 马吉·林
- 克里斯托弗·特纳 饰 加文·墨菲
- 温迪·克鲁森（英语：Wendy Crewson） 饰 达纳·金尼
- 本杰明·艾尔斯（英语：Benjamin Ayres） 饰 扎克·米勒
- 格伦达·布拉甘扎（英语：Glenda Braganza） 饰 Melanda·托利弗
- 塞尔瓦托·安东尼奥（英语：Salvatore Antonio） 饰 维克多·雷斯
- K.C.柯林斯（英语：K. C. Collins） 饰 汤姆·Reycraft
- 约瑟夫·彼埃尔（英语：Joseph Pierre） 饰 杰克逊·韦德
- 米歇尔·诺尔顿（英语：Michelle Nolden） 饰 道恩·贝尔
- 康拉德·科茨（英语：Conrad Coates） 饰 布赖恩·斯格特

## 开发和制作
2010年12月9日CTV电视网宣布拍摄《Saving Hope》的试映集，随后在2011年6月1日CTV宣布埃莉卡·杜兰斯将出演本剧，2011年7月19日CTV宣布迈克尔·桑克斯、丹尼尔·吉里斯、Huse Madhavji、朱丽亚·泰勒·罗斯和克里斯托弗·特纳都将参与试播集的拍摄。
2011年11月2日CTV宣布预定本剧并表示第一季包括已经拍摄的试播集将有13集，2012年1月5日有报道称全国广播公司（NBC）计划购买本剧计划在当年夏季播出，在3月1日NBC正式宣布购买本剧。
2012年3月15日CTV和NBC同时宣布本剧将于2012年6月7日开播。由于在加拿大的优秀收视表现CTV提前于2012年7月25日续订第二季13集，随后在11月16日CTV宣布将第二季扩展为18集。
2013年3月22日确认第二季已经开始拍摄。2013年5月7日CTV宣布第二季将于6月25日开播。

## 系列总览
| 季度 | 季度 | 集数 | 播出日期      | 播出日期      | DVD发行日期   | DVD发行日期 | DVD发行日期 |
| 季度 | 季度 | 集数 | 该季度第一集  | 该季度大结局  | 区域1         | 区域2       | 区域4       |
| ---- | ---- | ---- | ------------- | ------------- | ------------- | ----------- | ----------- |
|      | 一   | 13   | 2012年6月7日  | 2012年9月13日 | 2013年5月21日 | TBA         | TBA         |
|      | 二   | 18   | 2013年6月25日 | TBA           | TBA           | TBA         | TBA         |

## 反响

### 收视
在加拿大首播集获得152.0万观众周排名第三，随后播出的集数均维持在150万左右，第一季大结局获得154.8万观众周排名第六。优异的收视表现也使得CTV提前续订了第二季。
在美国本剧由全国广播公司（NBC）同步播出，然而在2012年8月29日NBC决定将最后两集移动到周六播出，然而在9月5日NBC决定将剩余两集移除档期放在网上供用户观看。